# 고보녕
고보녕(高保寧, 6세기 ~ 583년)은 중국 남북조시대 북제의 방계 황족으로 아버지는 불명이다. 북제가 멸망한 후인 583년까지 요서 일대를 장악하여 부흥운동을 전개하였다.

## 생애
후주조(後主朝) 말기에 영주자사(营州刺史)에 재직했던걸 제외하면 부흥운동 이전의 행적은 전해지지 않는다.
577년 북제가 실질적으로 멸망한 후 황제로 추대된 고소의에게 승상으로 임명되었으나 북주와 화친한 돌궐의 배신으로 고소의가 580년 촉으로 유배당하자 고보녕은 남은 북제군의 수장이 되어 요서 일대를 기반으로 세력을 유지하였다.
581년 북평(北平)을 공격하는 등 세력 확장을 꾀했으나 583년 수 문제의 명을 받은 유주총관(幽州總管) 음수(陰壽)의 군대에 그의 세력은 토벌당했으며 측근 조세모(趙世模)가 수군에 항복하자 고보녕은 도주하였고 도주하던 중 부하들에게 피살당했다.
1963년 베이징 회유현(怀柔縣)에서 출토된 묘비에 따르면 안태(安太)라는 연호가 전해지는데 고보녕의 연호인지는 불명이다.

## 참고
- 高保寧